# Самурский, Нажмудин Панахович
Нажмутди́н Пана́хович Саму́рский (Эфе́ндиев) (лезг. Самурви (Эфендийрин) Панагьан Нажмудин; 1891, Куруш, Дагестанская область, Российская империя — 1 августа 1938, Коммунарка, Московская область, СССР) — государственный и общественный деятель Дагестана, первый чиновник, занявший должность Первого секретаря Дагестанского областного комитета ВКП(б). Входил в состав особой тройки НКВД СССР. Кандидат исторических наук (1933). Тема кандидатской диссертации: «Турция от полуколонии к национальной независимости». Первый кандидат наук в Дагестанской АССР. Первый кандидат исторических наук в ДАССР.

## Биография
Нажмутдин Эфендиев родился в 1891 году в селении Куруш Дагестанской области в лезгинской семье. Отец — Панах Раджаб Эфендиев.
В 1913 году он окончил Иркутское горнотехническое училище. По перепроверенным данным новых архивных документов, объясняющих эти обстоятельства, на самом деле, установлено, что сведения представлявшиеся им об окончании техникума в Иркутске, как и данные о членстве партии, не соответствуют действительности- подлог, в чем он сам признался Комиссии ЦКК (Минков-Щеболдаев), расследовавшей в 1927 г. его дело по заявлению С. Габиева. В 1928 году, решением расширенного Пленума ДК по отрицательным мотивам был снят с поста пред. Даг. ЦИка.
В Дагестан, после того как дагестанская Армия Свободы разгромила и изгнала деникинский части, попал в апреле 1920 года с приходом Красной Армии. Был привезен А. Микояном.
Был включен в состав правительства- членом Даг. Ревком и 26 апреля т. г. назначен зав. отделом Путей сообщения, почт и телеграфов. Позже зав. отделом внутренних дел (МВД)
Накануне созыва Чрезвычайного Вседагестанского съезда, провозгласившего Республику в форме Автономии, (во время Съездом Народов Востока (Баку, 17.09.1920 г. в котором он принимал участие), как заведующий отделом внутренних дел, по указанию главы правительства Дагестана Джамалудина Коркмасова и распоряжения Г. Орджоникидзе, был соответственно немедленно отправлен в Дагестан в район восстания, спровоцированного Антантой посредством Гоцинского. Командовал одним из отрядов (Хунзахского укрепрайона) по подавлению восстания в Дагестане под руководством Нажмудина Гоцинского.
В октябре 1920 года в селении Куппа Даргинского округа отрядом красноармейцев, к которым был направлен уполномоченным Самурский, были расстреляны 80 человек, в том числе женщины.
Случившееся в дальнейших письмах Нажмутдин не освещал: в своем письме Военному Комиссару Б. Шеболдаеву Самурский сообщает: «В Куппу мы прибыли вчера [12 октября], полк пришел сегодня… Если бы мы не прибыли в Куппу, они восстали бы и смогли увлечь окружные аулы. Наш приезд и появление артиллерии произвели должное впечатление…».
За «отличия в бою» в районе аула Куппа Нажмутдин награждён Орденом Боевого Красного знамени.
На Учредительном Вседагестанском съезде (17.12.1921 г.), был выдвинут на пост пред. Даг. ЦИКа. На Втором Вседагестанском Съезде Советов с этого поста был смещен в зам. преды СНК ДССР. На 3-м Вседагестанском съезде вновь избран на пост пред. ДагЦИКа.
В 1927 году в отношении него проводилось персональное партийное расследование Комиссией ЦК (Комиссия Минкова-Шеболдаева, выявившей темные факты его биографии (ложные сведения об образовании, партийном стаже и т. п.)
В 1928 году, по снятии с работы в Республике. Работал в Тресте «Овцепром» ЭКОСО РСФСР. В 1934 году, в год убийства Кирова, был послан в Дагестан на пост 1-го Секретаря Обкома с «заданием».
Находясь на посту 1-го секретаря Дагестанского Обкома ВКП(б) он, с начала 1935 году активно приступил к проведению в жизни «генеральной линии партии» по насильственной коллективизации, и как подчеркивал это в письме Сталину, «впервые провел высылку около 2 тыс. хозяйств». Не имея никакого отношения к революционным событиям и Гражданской войне в Дагестане (с февраля 1917 — март 1920 г.), затеял заведомо ложную кампанию в партийной и др. прессе, фальсифицируя и деформируя историческую действительность и, пороча заслуженных деятелей партии и государства. В июле 1937 года с опережающими темпами исполнил расстрельный сталинский Приказ № 00447 по уничтожению нескольких тысяч соотечественников.
В личном письме Сталину, отстаивая свое первенство в борьбе с « врагами народа» доложил ему об «успешном исполнении Вашего задания», а 26.09.1937 г. Телеграммой обратился с просьбой об увеличении квоты по 1-й и 2-й категории.
Просьба Самурского, за подписью Сталина и Молотова, была тут же удовлетворена. Из письма Нажмутдина Самурского Сталину:
«Следствие органов НКВД показывает, что лимит для беглых кулаков и антисоветских элементов недостаточен, что выдвигает необходимость увеличения лимита по обеим категориям. Дагобком просит увеличить первую категорию вместо установленного ЦК ВКП(б) 10 июля с. г. 600 до 1200 и второй категории 2478 до 3300. Секретарь Дагобкома Самурский».
Первая категория, о которой идет речь в шифровке, — это лица, подлежащие смертной казни. А вторая категория — заключение в тюрьмы или лагеря сроком на 8—10 лет.
Ответ пришел удовлетворительный:
«Утвердить предложение Дагобкома ВКП(б) об увеличении количества репрессированных по Дагестану по первой категории до 1200 человек и по второй категории до 3300 человек. Секретарь ЦК Сталин».
Этот период отмечен также вхождением Самурского в состав особой тройки, созданной по приказу НКВД СССР от 30.07.1937 № 00447, и активным участием в сталинских репрессиях. Однако ни в одном из 55 итоговых протоколов заседаний суда особой тройки нет подписей Самурского.
Он был арестован в 1937 году и приговорён к расстрелу 1 августа 1938 года. Расстрелян в тот же день. Реабилитирован 2 июня 1956 года.

### Отношение к религии
Председателю центральной комиссии ЦК ВКП(б) в Дагестане Т. Кванталиани Самурский пишет: 
«В своих поездках в Даргинский округ, где своими высказываниями… проваливал кандидатуры Али-Хаджи Акушинского и его сына. Одной из моих главных задач во время объездов округов было всячески подорвать в глазах преданного шариату мусульманского населения авторитет шариатских судов и показать всем их вредность… Эту задачу я считал выполненной с большим успехом. Выступая против шариата, я рисковал своей жизнью и каждым выступлением наживал себе сотню врагов среди как-то революционеров, среди духовенства и
мусульман, и вообще среди населения. Откровенно заявляю, что своими выступлениями против шариата и шариатских судов я произвел большой переворот, значительно подрывал авторитет и непреложность основ Шариата в глазах мусульманства и тем самым серьезно способствовал освобождению сознания населения от векового пленения духовенством. Эта трудная партийная работа, сопряженная постоянной и серьезной опасностью для жизни, и тем не менее, она будет мной проведена до конца».

## Награды
- Орден Красного Знамени[7]
- Приказом Реввоенсовета СССР за номером 335 «За отличия в бою в 1920 году в горах Дагестана в районе аула Куппа и крепости Гуниб начальник всех партизанских сил Дагестана военный комиссар Хунзахского гарнизона Самурский Нажмутдин награждён Орденом Боевого Красного знамени за номером 3251».
- Приказом Реввоенсовета СССР от 31 октября 1930 года за номером 865 «За отличия в бою в 1921 году в районе крепости Хунзах военный комиссар Хунзахского гарнизона Самурский Нажмутдин повторно награждён Орденом Боевого Красного знамени за номером 25060».

## Память
- Поселок Самуркент — ныне село Стальское Кизилюртовского района.
- Улица Самурского — название улиц в различных населенных пунктах Дагестана.